# Gran Daruma

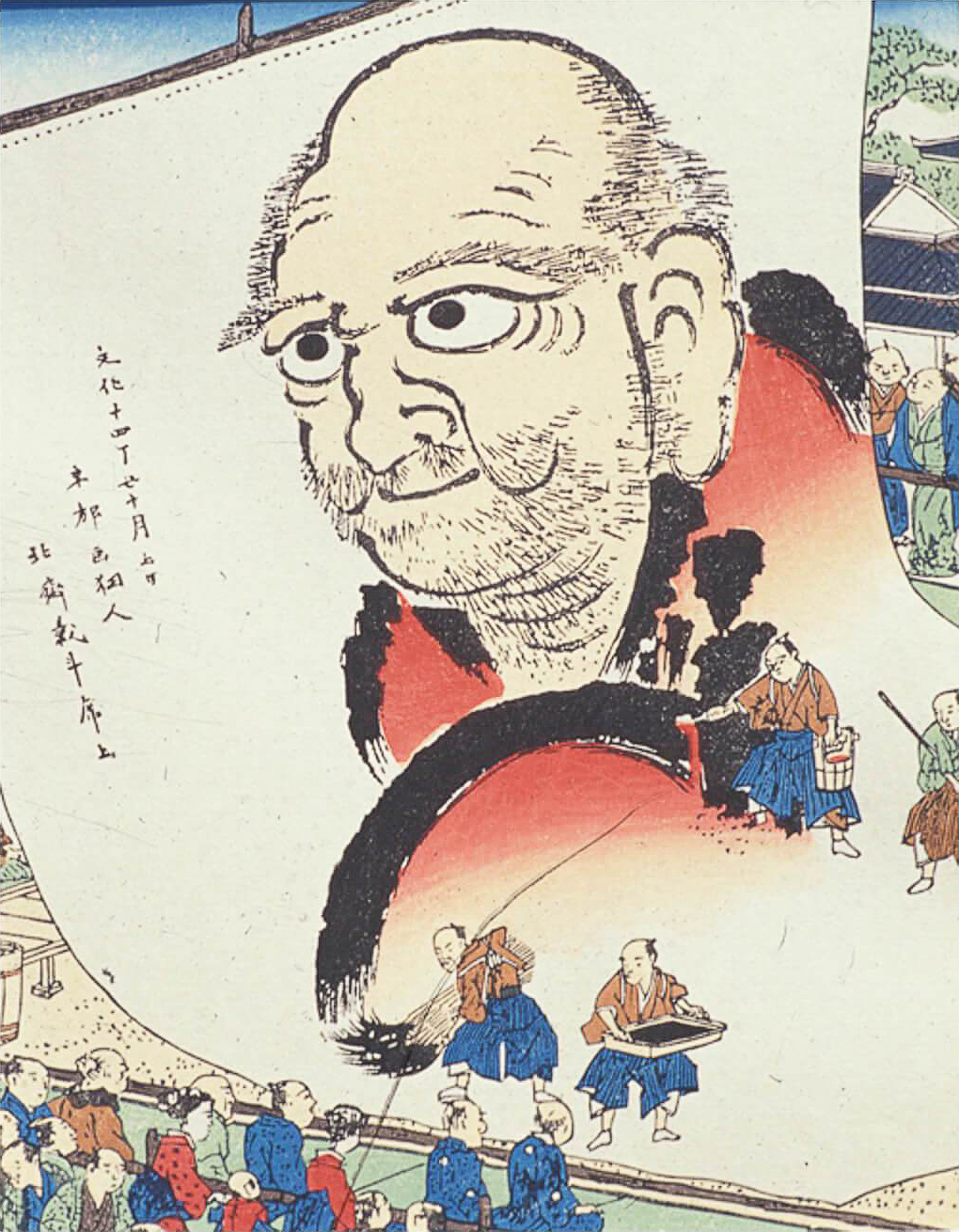
Grabado contemporáneo que representa a Hokusai pintando el Gran Daruma en 1817

El Gran Daruma fue un retrato monumental creado por el artista japonés Hokusai el 5 de octubre de 1817. También conocido como el Gran Bodhidarma, la obra es una representación de Bodhidharma, conocido en Japón como Daruma, un venerado monje budista del siglo V o VI. La obra de arte original fue destruida por el bombardeo de Nagoya en mayo de 1945.

## Contexto
El Gran Daruma no fue el primer retrato monumental de Hokusai. En 1804, durante un festival en el templo Gokoku-ji en Edo (actual Tokio ), Hokusai creó un retrato de Daruma que, se dice, tenía 600 pies (182,9 m) de largo, utilizando una escoba y baldes llenos de tinta.

## Concepción
Hokusai hizo el Gran Daruma en un patio al lado del templo budista Hongan-ji Nagoya Betsuin en Nagoya, Japón. El retrato mostraba la cabeza del monje y la parte superior de su cuerpo envuelto en túnicas flotantes. Fue dibujado en una gran extensión de papel, que medía 59 x 35 pies (18,0 x 10,7 m), equivalente a aproximadamente 120 tatamis estándar de 70 x 35 pulgadas (177,8 x 88,9 cm) cada uno. Los ojos tenían 70 pulgadas (177,8 cm) de ancho, la nariz 105 pulgadas (266,7 cm) de largo, y la boca 82 pulgadas (208,3 cm) de ancho.
El evento fue anunciado con anticipación para atraer a una gran multitud. Hokusai y sus alumnos vestían atuendos especiales. Pasaron la mañana preparando los tanques de tinta y colocando el papel extra grueso sobre un lecho de paja. Hokusai trabajó durante horas agregando líneas gruesas de tinta hasta que la imagen finalmente se reveló cuando el papel se levantó en el aire usando una gran viga de madera unida a un extremo, como un gigantesco pergamino colgante, o el enorme thongdrel Thankas del budismo tibetano (generalmente en telas de seda).

## Recepción
Como resultado de esta hazaña dramática, Hokusai se hizo conocido en Nagoya como "Daruma-sen", el maestro Daruma. El triunfo atrajo una mayor atención a Hokusai, lo que le permitió vender más grabados al público, incluidos grabados del Gran Daruma. Publicó un nuevo volumen de sus bocetos Manga en 1817. El evento fue relatado en una canción popular y celebrado en un surimono impreso y en gran reproducción (impresa). La hazaña se describió en las ilustraciones detalladas de los bocetos a gran escala de Hokusai de Kōriki Enkōan el mismo año. Un relato ilustrado posterior aparece en la Biografía de Katsushika Hokusai de 1893 de Iijima Hanjūrō .
En 2017, el bicentenario del evento, la pintura fue recreada con la cooperación de la Universidad de las Artes de Aichi y el Museo de la Ciudad de Nagoya .

## Destrucción
La obra de arte original sobrevivió en Nagoya hasta mayo de 1945, cuando fue destruida junto con el edificio del templo de madera en el bombardeo de Nagoya en la Segunda Guerra Mundial. Sobreviven volantes promocionales contemporáneos, algunos en el Museo de la Ciudad de Nagoya .

## Galería

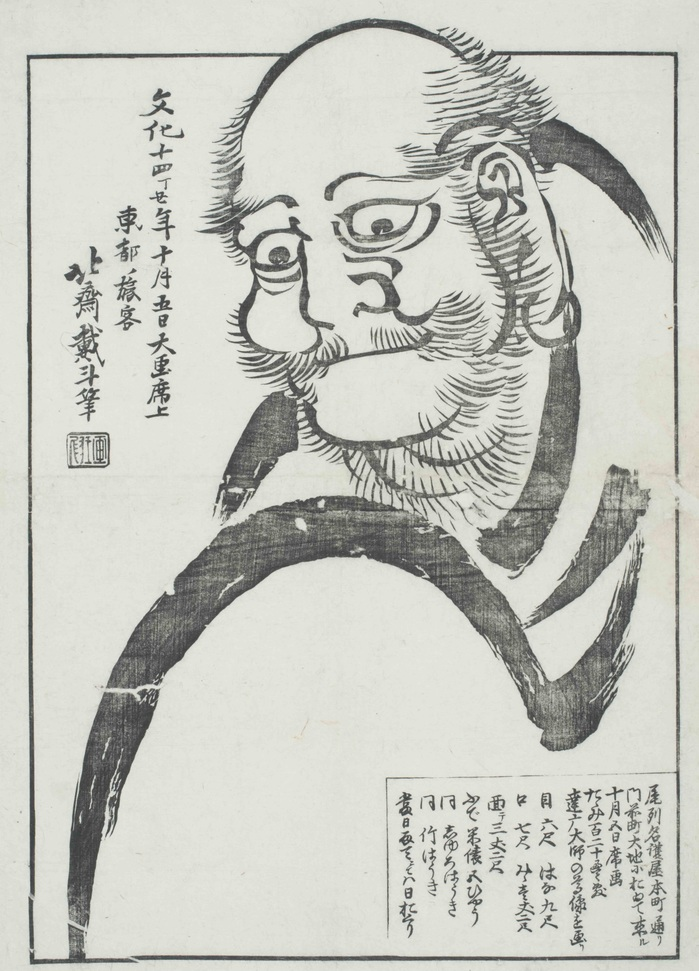
"Prospecto del boceto de imagen colosal de Hokusai" (北斎大画即書引札), 1817
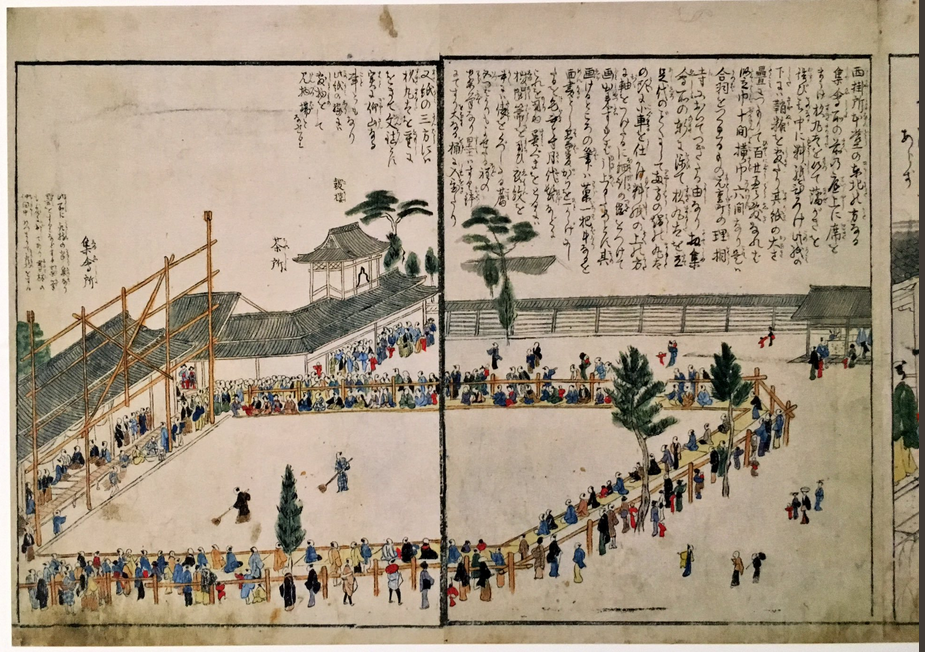
De las ilustraciones detalladas de Kōriki Enkōan de los bocetos a gran escala de Hokusai (北斎大画即書細図), 1817
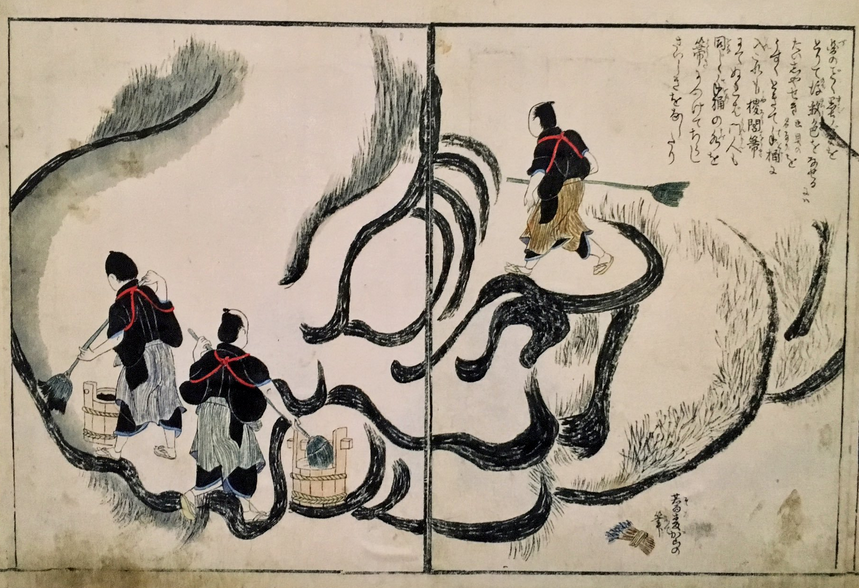
De las ilustraciones detalladas de Kōriki Enkōan de los bocetos a gran escala de Hokusai, 1817
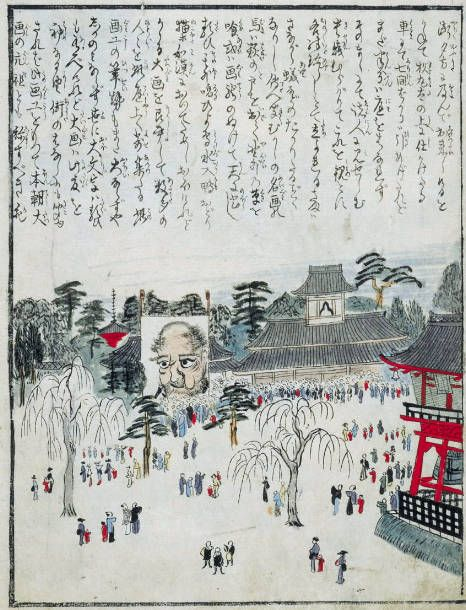
Levantando la imagen. De las ilustraciones detalladas de Kōriki Enkōan de los bocetos a gran escala de Hokusai, 1817